# 邓强
邓强（1982年6月—），四川省仪陇县人，中华人民共和国政治人物。原西充县人民政府县长。

## 生平
1982年6月，邓强出生在四川省仪陇县。2000年，邓强从西华师范大学毕业后在仪陇县回春中学工作。
2003年5月，邓强加入中国共产党。2006年4月进入政界，先后出任仪陇县茶房乡党委委员、副乡长，县纪委办公室主任。2008年12月，邓强调入南充市，先后出任南充市委政研室副主任科员、办公室主任，市委办公室正科级干部、综合二科科长、南充市扶贫和移民工作局党组成员、副局长，市扶贫开发局党组成员、副局长，共青团南充市委书记、党组书记、市青联主席。2020年11月，邓强出任中共西充县委副书记、县人民政府代县长，2021年3月正式出任县长。

### 落马
2024年4月17日，邓强涉嫌“严重违纪违法”接受南充市纪委监委纪律审查和监察调查。